# Casa care picura sânge
Casa care picura sânge (titlu original în engleză The House That Dripped Blood) este un film britanic antologie de groază din 1971 regizat de Peter Duffell după un scenariu de Robert Bloch și Russ Jones. Este produs de Milton Subotsky și Max Rosenberg. Rolurile principale au fost interpretate de actorii Christopher Lee, Peter Cushing și Nyree Dawn Porter. Este distribuit de Cinerama Releasing Corporation.
Filmul este o colecție de patru povestiri scurte, toate originale și scrise de Robert Bloch. Pelicula are sloganul „TEROAREA” vă așteaptă în fiecare cameră din „Casa care picura sânge”.

## Prezentare
La scurt timp după închirierea unui vechi conac de la țară, vedeta de cinema Paul Henderson dispare misterios. Inspectorul Holloway (John Bennett) de la Scotland Yard este chemat să investigheze cazul. După ce ajunge la secția de poliție locală, Holloway se spune la curent cu o parte a istoriei casei. Apoi acesta ia legătura cu agentul imobiliar  (John Bryans) care a închiriat casa și care îi dezvăluie o parte din ce au pățit chiriașii anteriori ai casei.

## Segmente

### „Method For Murder”
Un scriitor de povestiri de groază (Denholm Elliott) se mută în casă împreună cu soția sa (Joanna Dunham). Acesta este bântuit de viziuni cu Dominic (Tom Adams), personajul principal al ultimului său roman, un psihopat criminal.

### „Waxworks”
Doi prieteni (Peter Cushing și Joss Ackland) sunt atrași de un macabru muzeu al figurilor de ceară care pare să conțină modelul unei frumoase doamne pe care amândoi o știau.

### „Sweets to the Sweet”
O profesoară privată (Nyree Dawn Porter)  este deranjată de modul rece și sever în care un văduv (Christopher Lee) o tratează pe fiica sa (Chloe Franks), chiar interzicându-i să aibă o păpușă .

### „The Cloak”
Temperamentalul actor de filme de groază Paul Henderson (Jon Pertwee) se mută în casă în timp ce este distribuit într-un film cu vampiri care este turnat într-un studiou din apropiere. El cumpără o mantie neagră de la un vânzător dintr-un anticariat (Geoffrey Bayldon) pentru a o folosi pentru a intra în rolul personajului său din film, un vampir. Mantaua pare să insufle din puterile sale ciudate purtătorului, lucru pe care colega acestuia, actrița (Ingrid Pitt), îl descoperă rapid.

## Distribuție (pe segmente)
"Framework"
- John Bennett ca Detectiv Inspector Holloway
- John Bryans ca A.J. Stoker
- John Malcolm ca Sergent Martin

"Method For Murder"
- Denholm Elliott ca Charles Hillyer
- Joanna Dunham ca Alice Hillyer
- Tom Adams ca  Richard/Dominic
- Robert Lang ca Dr. Andrews

"Waxworks"
- Peter Cushing ca Philip Grayson
- Joss Ackland ca Neville Rogers
- Wolfe Morris ca Waxworks Proprietor

"Sweets to the Sweet"
- Christopher Lee ca John Reid
- Nyree Dawn Porter ca  Ann Norton
- Chloe Franks ca Jane Reid
- Hugh Manning ca Mark

"The Cloak"
- Jon Pertwee ca Paul Henderson
- Ingrid Pitt - Carla Lynde
- Geoffrey Bayldon ca Theo von Hartmann
- Jonathan Lynn ca Mr. Petrich